# Katarzyna Rabczuk
Katarzyna Rabczuk (geboren in Polen) ist eine polnische Opernsängerin (Sopran).

## Leben
Sie erhielt ihre erste musikalische Ausbildung in den Fächern Gesang und Geige und studierte Schauspiel und Theatergesang am „Studio“ Danuta Baduszkowa in Gdynia und Sologesang an der Musikakademie Danzig. An der Hochschule für Musik und Theater Rostock (hmt) absolvierte sie einen Diplomstudiengang. Derzeit befindet sie sich im Masterstudium Oper. Katarzyna Rabczuk nahm an Meisterkursen bei Paul Esswood, Helen Donath, Janet Williams, Sylvia Koncza und Denis Combe-Castel teil.
Von 2005 bis 2011 war sie im Bereich Musical am Musiktheater Gdynia tätig und wirkte bei den Produktionen Fame, Francesco, Dracula, Die Schöne und das Biest, Fiddler on the Roof, My Fair Lady und Chess mit.
Während ihres Studiums in Deutschland erweiterte sie ihr Opernrepertoire und sang die Partie der Lady Billows in Albert Herring, Violetta in La Traviata und Nella in Gianni Schicchi an der hmt Rostock. Sie ist Stipendiatin des Ministeriums für Bildung, Wissenschaft und Kultur und erhielt 2015 den 2. Förderpreis der Stadt Perleberg bei der 18. Lotte-Lehmann-Woche.
Am Theater Vorpommern wirkt sie mit als Hannah in Der Vetter aus Dingsda , Oscar in Ein Maskenball, Siebel in Faust und Dame/Pamina/Papagena in Die kleine Zauberflöte.